# IFT81
IFT81‏ (Intraflagellar transport 81) هوَ بروتين يُشَفِّره الجين IFT81 في الإنسان.
مع IFT74/72، يشكل مركبًا أساسيًا لبناء جزيئات IFT المطلوبة لتكوين الأهداب. بالإضافة إلى ذلك، يتفاعل مع مكونات الجسم القاعدي مثل CEP170 الذي ينظم تفكك الأهداب.